# 用器画法
用器画法（ようきがほう）とは、一定の平面図形あるいは立体図形を平面上に正確に表現するための基礎となる作図法のこと。設計図などを描く際に用いられる基礎的な作図法である。

## 平面図形

### 線分の等分の描画
線分ABの垂直二等分線
1. 線分の一端Aを中心とする任意の円弧を描く。
2. 線分の一端Bを中心とする任意の円弧を描く。
3. 2つの円弧の交点を結ぶ線が垂直二等分線となる。

詳しくは二等分線の線分の二等分線を参照。
線分ABの任意の等分
1. 線分ABに対して鋭角をなす直線ACを描く。
2. 直線AC上に等分する数nに応じた等間隔の点を描く。
3. 直線AC上のn個目の点Nと点Bとを結ぶ（線分NBができる）。
4. 線分NBに対して平行な線を等間隔の点ごとに描く。

### 垂線の描画
直線AB上の点Cの垂線
1. 点Cを中心とする任意の円弧を描く（直線ABと円弧の交点が2つ（x、y）できる）
2. 点xを中心とする任意の円弧を描く
3. 点yを中心とする任意の円弧を描く（点xを中心とする円弧と点yを中心とする円弧の交点が2つ（p、q）できる）
4. 点pと点qを結ぶ線が直線AB上の点Cの垂線となる。

線分ABの一端Bの垂線

### 角の等分
角の二等分線
詳しくは二等分線の角の二等分線を参照。
角の任意の等分

### 楕円の描画
詳しくは楕円#作図法を参照。

## 立体図形
立体図形における作図ついては投影図を参照。